# Chromogobius
Chromogobius De Buen, 1930 è un genere di pesci ossei marini appartenenti alla famiglia Gobiidae.

## Distribuzione e habitat

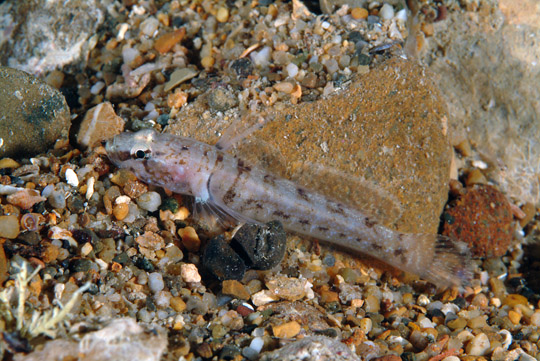
Ch. zebratus

Queste specie sono diffuse nel mar Mediterraneo e sulle coste delle isole Canarie e Madera, dove popolano ambienti littorali rocciosi, talvolta si trovano nelle pozze di marea.

## Specie
Al genere sono ascritte 3 specie 
- Chromogobius britoi
- Chromogobius quadrivittatus
- Chromogobius zebratus